# 高橋省子
高橋 省子（たかはし しょうこ、現姓・石井、1955年または1956年 -）は、日本の元卓球選手。現役時代は日本代表として世界卓球選手権で女子ダブルス金メダル。国際卓球連盟世界ランキング最高位は37位。段級位は9段。

## 経歴
栃木県立真岡女子高等学校在学時の1973年度、全国高等学校卓球選手権大会ではシングルス、菅谷佳代と出場した女子ダブルスでともに優勝。国民体育大会卓球競技では高校の部で菅谷らとともに栃木県代表として優勝。
1974年度、テヘラン (イラン) で開催された1974年アジア競技大会卓球競技では団体で枝野とみえ、大関行江らとともに銅メダル。国民体育大会では一般の部で栃木県を優勝に導く。
1975年度、カルカッタ (インド) で行われた第33回世界卓球選手権でマリア・アレクサンドル (ルーマニア) と組んだ女子ダブルスでは準決勝でエルミラ・アントニアン / タチアナ・フェルドマン組 (ソビエト連邦) に3-0で勝利。決勝では林美群 / 朱香云組 (中国) に3-1で勝利し、金メダル獲得。枝野、大関、 横田幸子とともに団体で銅メダル。世界ランキング37位タイ。
1977年度、全日本大学対抗卓球大会では専修大学優勝に貢献し、敢闘賞を獲得。全日本卓球選手権大会で中井万里子と出場した女子ダブルス決勝で小野文子 / 鎌倉由美子組に0-2で敗れ準優勝。
第一勧業銀行所属時の1979年度、平壌（北朝鮮）で開催された第35回世界卓球選手権団体で川東加代子、嶋内よし子、菅谷とともに銅メダル獲得。全日本社会人卓球選手権で川東と出場した女子ダブルス優勝。全日本選手権で川東と出場した女子ダブルス決勝で菅谷 / 塚本英子組を2-1で下し優勝。